# Kaha pseudomedia
Kaha pseudomedia är en insektsart som beskrevs av Frederick Arthur Godfrey Muir 1917. Kaha pseudomedia ingår i släktet Kaha och familjen Derbidae. Inga underarter finns listade i Catalogue of Life.